# خط طول 48° شرق
خط طول 48° شرق هو أحد خطوط الطول الجغرافية، والتي تمتد من القطب الشمالي الجغرافي إلى القطب الجنوبي الجغرافي، وحسب التحويل الزمني يتقدم خط طول 48° شرق عن خط غرينتش بـ3 ساعات و12 دقيقة.

## من القطب إلى القطب
ينطلق خط طول 48° شرق من القطب الشمالي نحو القطب الجنوبي مرورا بالمناطق التي ترد في الجدول التالي:
| الإحداثيات                         | البلد أو الإقليم أو البحر | ملاحظات                                                                                              |
| ---------------------------------- | ------------------------- | --- |
| 90°0′N 48°0′E / 90.000°N 48.000°E  | المحيط المتجمد الشمالي    | |
| 80°48′N 48°0′E / 80.800°N 48.000°E | روسيا                     | Island of أرض ألكساندرا, أرخبيل فرنسوا جوزيف                                                         |
| 80°43′N 48°0′E / 80.717°N 48.000°E | بحر بارنتس                | Cambridge Channel                                                                                    |
| 80°32′N 48°0′E / 80.533°N 48.000°E | روسيا                     | Island of زيمليا جورجا, أرخبيل فرنسوا جوزيف                                                          |
| 80°4′N 48°0′E / 80.067°N 48.000°E  | بحر بارنتس                | Passing just west of the island of جزيرة كولغوييف, روسيا                                             |
| 67°38′N 48°0′E / 67.633°N 48.000°E | روسيا                     | |
| 50°9′N 48°0′E / 50.150°N 48.000°E  | كازاخستان                 | |
| 47°46′N 48°0′E / 47.767°N 48.000°E | روسيا                     | |
| 45°42′N 48°0′E / 45.700°N 48.000°E | بحر قزوين                 | |
| 42°24′N 48°0′E / 42.400°N 48.000°E | روسيا                     | |
| 41°24′N 48°0′E / 41.400°N 48.000°E | أذربيجان                  | |
| 39°41′N 48°0′E / 39.683°N 48.000°E | إيران                     | |
| 31°0′N 48°0′E / 31.000°N 48.000°E  | العراق                    | The meridian runs parallel to the border with Iran, which is about 3 km to the east                  |
| 30°0′N 48°0′E / 30.000°N 48.000°E  | الكويت                    | |
| 29°34′N 48°0′E / 29.567°N 48.000°E | الخليج العربي             | جون الكويت                                                                                           |
| 29°23′N 48°0′E / 29.383°N 48.000°E | الكويت                    | Passing through مدينة الكويت                                                                         |
| 28°32′N 48°0′E / 28.533°N 48.000°E | السعودية                  | |
| 17°51′N 48°0′E / 17.850°N 48.000°E | اليمن                     | |
| 14°3′N 48°0′E / 14.050°N 48.000°E  | المحيط الهندي             | خليج عدن                                                                                             |
| 11°7′N 48°0′E / 11.117°N 48.000°E  | الصومال                   | |
| 4°31′N 48°0′E / 4.517°N 48.000°E   | المحيط الهندي             | Passing just east of Astove Island, سيشل                                                             |
| 13°32′S 48°0′E / 13.533°S 48.000°E | مدغشقر                    | |
| 22°12′S 48°0′E / 22.200°S 48.000°E | المحيط الهندي             | |
| 60°0′S 48°0′E / 60.000°S 48.000°E  | المحيط الجنوبي            | |
| 67°17′S 48°0′E / 67.283°S 48.000°E | القارة القطبية الجنوبية   | الإقليم الأسترالي في القارة القطبية الجنوبية, المطالب الإقليمية بالقارة القطبية الجنوبية by أستراليا |